# Crescimento logarítmico

Um gráfico de crescimento logarítmico.

Em Matemática, o crescimento logarítmico descreve um fenômeno cujo tamanho ou custo pode ser descrito como uma função Logaritmo de alguma entrada (ex. y = C log (x)). Note que qualquer base logarítmica pode ser usada, já que uma pode ser convertida em outra multiplicando por uma constante fixa. Crescimento logarítmico é o inverso de crescimento exponencial e é muito lento.
 Um exemplo familiar de crescimento logarítmico é o número de dígitos necessários para representar um número, N, na Notação posicional, que cresce como logb (N), onde b é a base do sistema usado (por exemplo, 10 para decimal aritmético). Em matemática avançada, as somas parciais de uma série harmônica
{\displaystyle 1+{\frac {1}{2}}+{\frac {1}{3}}+{\frac {1}{4}}+{\frac {1}{5}}+\cdots }
crescem logaritmicamente.Na construção de algoritmos computacionais, crescimento logarítmico, e outras variantes relacionadas são indicações de eficiência desejáveis, e ocorrem na análise de complexidade de tempo de algoritmos como pesquisa binária.
Crescimento logarítmico pode levar a aparentes paradoxos, como no sistema martingale de roleta, onde os ganhos potenciais antes da falência crescem como o logaritmo do dinheiro do apostador. Também tem um papel no paradoxo de São Petersburgo.
Em Microbiologia, a rapidamente crescente fase de crescimento exponencial de uma cultura celular é as vezes chamada de crescimento logarítmico. Durante esse estágio de crescimento bacterial, o numero de novas células surgindo é proporcional à população. Essa confusão terminológica entre crescimento logarítmico e crescimento exponencial pode ser possivelmente explicado pelo fato de curvas de crescimento exponencial podem virar retas representando-as usando uma escala logarítmica para o eixo de crescimento. 